# Puente San Ignacio-Zorrozaurre
El puente San Ignacio-Zorrozaurre (término provisional a la espera de su denominación definitiva con un nombre femenino) es un puente ubicado en la villa de Bilbao que conecta la calle Islas Baleares del barrio de San Ignacio con la isla de Zorrozaurre.
Constituye el decimoquinto viaducto de cuantos unen las márgenes del Nervión a su paso por Bilbao, así como el segundo que conecta con la isla tras el Frank Gehry. Al igual que este último, atraviesa el canal de Deusto, localizándose entre el Club de Remo Deusto y el edificio sede del grupo Idom.
Colocado en una sola pieza sobre el canal el 29 de enero de 2020 a las 18:00 horas, se estimó inicialmente el mes de abril para ser inaugurado y prestar servicio. Sin embargo, debido a la pandemia de coronavirus el puente no fue terminado hasta principios de octubre del mismo año. Prevista su inauguración a principios de enero de 2024, seguía pendiente del visto bueno municipal. Finalmente fue abierto a tráfico y público el 19 de julio de 2024.

## Características
Se trata de un puente integral, sin juntas de dilatación, cuyas medidas son 75 metros de largo y 28 de ancho. Carece de apoyos en el cauce, habiendo sido construido en una estructura de acero inoxidable y hormigón. Flanquean el tablero dos arcos simétricos que se elevan 34 metros en su tramo central.
El puente dispone de dos aceras peatonales, dos carriles para el transporte público y otros dos para vehículos a motor.